# Напівбрехня
Напівбрехня (англ. Half Lies) — коротке оповідання Саллі Ґрін. Приквел до трилогії «Напівлихий». Вийшло 13 листопада 2014 року у видавництві «Вікінг». Написане у формі щоденника Мішель, сестри Габріеля.

## Сюжет
Після трагічної смерті матері, Мішель разом із братом Габріелем та їхнім батьком поселяються у Флориді, США. Там існує чіткий розподіл між Чорними та Білими магами, які поділили між собою навіть території (будь-яке порушення встановлених меж — карається). Мішель закохується у Білого відмолітка на ймення Сем, який живе у місті Тампа, що є територією Білих. Під час однієї з їхніх таємних зустрічей, Білі маги ловлять Мішель та вбивають її. Габріель мститься відьмі Скайлар, подрузі Мішель, через зраду якої його сестру, скоріш за все, Білим магам і вдалося впіймати. А незабаром він вирушає до Швейцарії, де має знайти могутню Чорну відьму на ймення Меркурія. Габріель застряг у тілі фейна (простої людини), а Меркурія, мабуть, одна із небагатьох відьом, яка може допомогти йому.